# Xã Appleton, Quận Clark, Kansas
Xã Appleton (tiếng Anh: Appleton Township) là một xã thuộc quận Clark, tiểu bang Kansas, Hoa Kỳ. Năm 2010, dân số của xã này là 940 người.